# یوکیسکو
یوکیسکو (به لاتین: Ucisko) یک روستا در لهستان است که در Gmina Kartuzy واقع شده‌است.